# 伙伴
伙伴本作火伴，約定俗成為伙伴或夥伴，指一同生活或者共事者，源起於軍人同火之意思。此詞亦引申解作工作搭檔或商業之間的合作關係。
此稱呼仍然流行於香港紀律部隊或 茶餐廳，俗稱「火記」。

## 起源

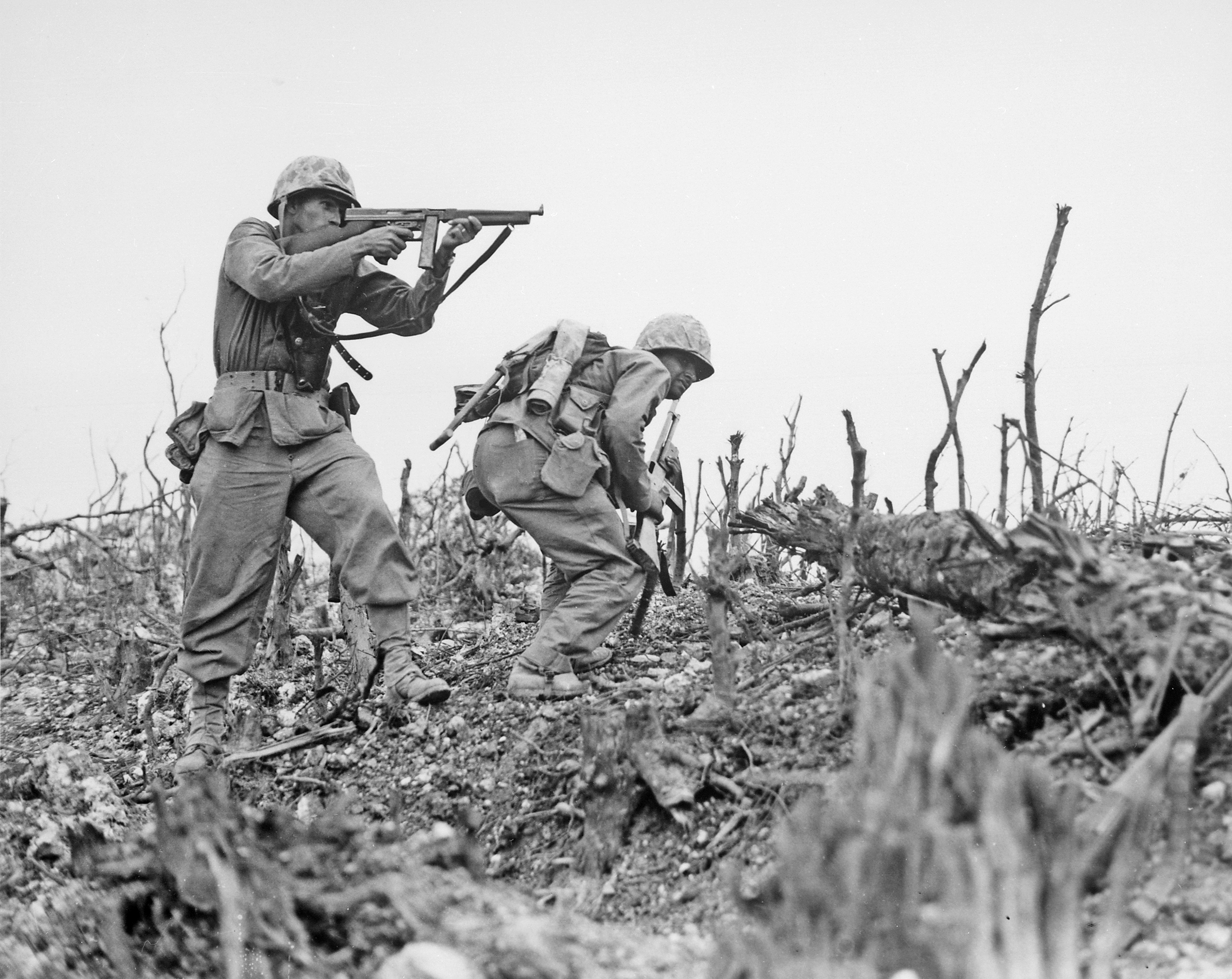
二戰期間的"同火"。

中國古代軍隊每十名士兵共用一火煮食，同火者互稱火伴；因偏旁類化作伙伴，沿用至今。而中國大陸將夥簡化歸併為伙，使很多人以為夥伴才是正寫（在简体字里，夥只有多的意思）。
相關詞彙還有「火拼」（或「火拚」），原解作內鬨，即一「火」的人互鬥。

### 粵語
火記乃差人（警察）用以互相稱呼，是火伴的意思，亦即一同出生入死的火伴。夥和伙字均為誤寫，正寫實為火字。另外，廣東人同時習慣以記字代替商號或名字全稱。例如已故香港歌手羅文，人稱羅記；麥當勞餐廳，人稱麥記，就是例子了。

## 軍事
伙伴或弟兄（Battle buddy，略爲「battle」） 在美軍口語是指在同伴制中分配的二人組密友，使他們能夠互相監測和幫助，避免軍人產生失落、自殺或其他的負面情緒，是軍隊編制中最小的單位， 在加拿大、以色列和新加坡也有類似的用語。

## 相關參見
- 香港警察傳統
- 夥計
- 伍 (軍隊編制)
- 二人管理制度（英语：Two-man rule）

## 外部連結
- 新加坡國防部站內搜尋「Buddy（页面存档备份，存于）」的結果